# 沙纳克莱米讷
沙纳克莱米讷（法語：Chanac-les-Mines，法語發音：[ʃanak le min]）是法国科雷兹省的一个市镇，属于蒂勒区。

## 地理
沙纳克莱米讷（45°15'52"N, 1°49'11"E）面积13.26 平方千米，位于法国新阿基坦大区科雷兹省，该省份为法国中南部省份，北起上维埃纳省和克勒兹省，西接多爾多涅省，南至洛特省，东临多姆山省和康塔爾省。
与沙纳克莱米讷接壤的市镇（或旧市镇、城区）包括：日梅勒莱卡斯卡德、圣马夏尔德日梅勒、蒂勒、拉盖讷叙拉瓦卢兹。

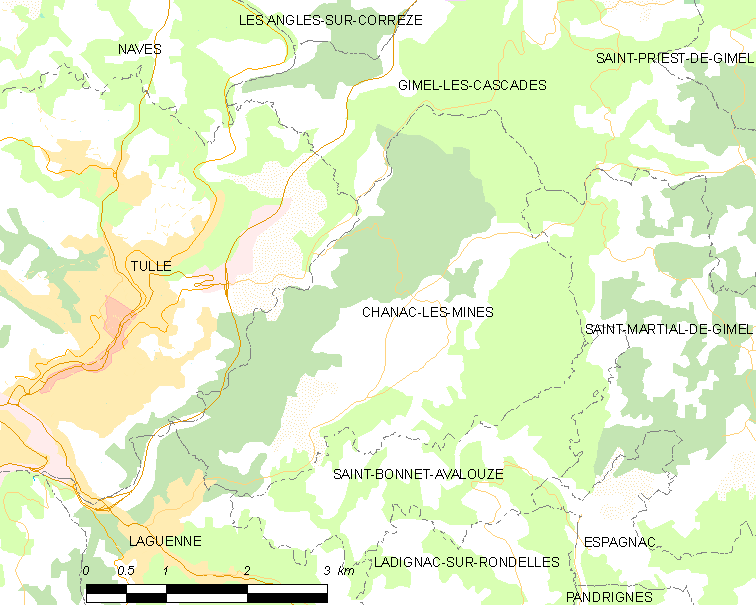
沙纳克莱米讷的OSM定位图

沙纳克莱米讷的时区为UTC+01:00、UTC+02:00（夏令时）。

## 行政
沙纳克莱米讷的邮政编码为19150，INSEE市镇编码为19041。

## 政治
沙纳克莱米讷所属的省级选区为圣福蒂纳德县。

## 人口

1962-2008年间沙纳克莱米讷人口变化图示

沙纳克莱米讷于2022年1月1日时的人口数量为421人。